# Ilburnia neocyrtandrae
Ilburnia neocyrtandrae är en insektsart som beskrevs av Frederick Arthur Godfrey Muir 1919. Ilburnia neocyrtandrae ingår i släktet Ilburnia och familjen sporrstritar. Inga underarter finns listade i Catalogue of Life.